# Caliceràcies
Calyceraceae és una família de plantes amb flors dins l'ordre Asterals. Té unes 40 espècies en 6 gèneres. La seva distribució és a Amèrica del Sud, principalment als Andes.
Els membres d'aquesta família tenen fulles enteres i alternades i flors disposades en capítols. Les flors tenen 5 pètals fusionats.

## Gèneres
- Acarpha
- Acicarpha
- Boopis
- Calycera
- Gamocarpha
- Moschopsis